# 金鐘獎戲劇節目最具潛力新人獎得獎列表
金鐘獎戲劇節目最具潛力新人獎是由文化部影視及流行音樂產業局在臺灣舉辦的現行頒發獎項，創設於第15屆，第20屆至第49屆期間曾經停止頒發，第50屆始恢復。

## 歷屆得獎暨入圍名單
|  | 獲獎者 |

### 最具潛力戲劇新人獎（第15屆）
| 年度 （屆數）   | 電視作品                 |
| --------------- | ------------------------ |
| 1980 （第15屆） | 華方／《春去幾時回》中視 |
| 1980 （第15屆） | 珊                       |
| 1980 （第15屆） | 仇政                     |

### 最具潛力新人獎（第16屆）
| 年度 （屆數）   | 電視作品                 |
| --------------- | ------------------------ |
| 1981 （第16屆） | 馬如風／《舊情綿綿》台視 |
| 1981 （第16屆） | 珊／《華視劇展》         |
| 1981 （第16屆） | 張靜／《相印深深》       |

### 最具潛力戲劇新演員獎（第17屆～第19屆）
| 年度 （屆數）   | 電視作品                       |
| --------------- | ------------------------------ |
| 1982 （第17屆） | 李國修／《唐三五戒》華視       |
| 1982 （第17屆） | 蕭大陸／《情深幾許》           |
| 1983 （第18屆） | 鄧瑋婷／《牽手》華視           |
| 1983 （第18屆） | 陳震雷／《不要說再見》         |
| 1984 （第19屆） | 趙永馨／《玉女神笛》中華電視台 |
| 1984 （第19屆） | 林智洋／《少年十五二十時》     |
| 1984 （第19屆） | 楊秀銘／《漢江風雲》           |

### 戲劇節目新進演員獎（第50屆~第54屆）
| 年度 （屆數）   | 電視作品                                                                         |
| --------------- | -------------------------------------------------------------------------------- |
| 2015 （第50屆） | 從缺                                                                             |
| 2016 （第51屆） | 連俞涵／《一把青》財團法人公共電視文化事業基金會、台北創造電影有限公司           |
| 2016 （第51屆） | 阮氏翠恆／《新娘嫁到》                                                           |
| 2016 （第51屆） | 吳思賢／《料理高校生》                                                           |
| 2016 （第51屆） | 海裕芬／《我家是戰國》                                                           |
| 2016 （第51屆） | 黃宇琳／《紫色大稻埕》                                                           |
| 2017 （第52屆） | 陳妤／《植劇場－戀愛沙塵暴》臺灣電視事業股份有限公司、好風光創意執行股份有限公司 |
| 2017 （第52屆） | 禾語辰／《植劇場－姜老師，妳談過戀愛嗎？》                                       |
| 2017 （第52屆） | 江宜蓉／《植劇場－戀愛沙塵暴》                                                   |
| 2017 （第52屆） | 哈孝遠／《酸甜之味》                                                             |
| 2017 （第52屆） | 孫可芳／《植劇場－天黑請閉眼》                                                   |
| 2018 （第53屆） | 盧廣仲／《植劇場－花甲男孩轉大人》好風光創意執行股份有限公司                     |
| 2018 （第53屆） | 宋緯恩／《翻牆的記憶》                                                           |
| 2018 （第53屆） | 姚亦晴／《翻牆的記憶》                                                           |
| 2018 （第53屆） | 張豐豪／《翻牆的記憶》                                                           |
| 2018 （第53屆） | 彭若萱／客家劇場 — 《台北歌手》                                                  |
| 2019 （第54屆） | 梁舒涵／《女兵日記》聯利媒體股份有限公司、史坦利國際傳媒股份有限公司             |
| 2019 （第54屆） | 李聿安／《愛的3.14159》                                                          |
| 2019 （第54屆） | 胡釋安／《20之後》                                                               |
| 2019 （第54屆） | 蔡佳麟／《大時代》                                                               |

### 戲劇節目最具潛力新人獎（第55屆~至今）
| 年度 （屆數）   | 電視作品                                                                                           |
| --------------- | -------------------------------------------------------------------------------------------------- |
| 2020 （第55屆） | 李沐／《誰是被害者》良人行影業有限公司、瀚草影視文化事業股份有限公司、台灣大哥大股份有限公司       |
| 2020 （第55屆） | 何佩芸／《忠孝節義》                                                                               |
| 2020 （第55屆） | 夏大寶／《噬罪者》                                                                                 |
| 2020 （第55屆） | 瑭霏／《鏡子森林》                                                                                 |
| 2020 （第55屆） | 劉韋辰／《HIStory3 《那一天》》                                                                    |
| 2021 （第56屆） | 李奕樵／《天橋上的魔術師》財團法人公共電視文化事業基金會、原子映象有限公司、台灣大哥大股份有限公司 |
| 2021 （第56屆） | 阮秋姮／《飄洋過海來愛你》                                                                         |
| 2021 （第56屆） | 林潔宜／《天橋上的魔術師》                                                                         |
| 2021 （第56屆） | 高倩怡／客家尋味劇場─《女孩上場》                                                                  |
| 2021 （第56屆） | 羅謙紹／《天橋上的魔術師》                                                                         |
| 2022 （第57屆） | 程苡雅／《斯卡羅》財團法人公共電視文化事業基金會、台北創造電影有限公司                             |
| 2022 （第57屆） | 林思廷／《超感應學園》                                                                             |
| 2022 （第57屆） | 草爺【江治緯】／《逆局》                                                                           |
| 2022 （第57屆） | 張書宇／《孟婆客棧》                                                                               |
| 2022 （第57屆） | 雷斌·金碌兒／《斯卡羅》                                                                            |
| 2023 （第58屆） | 李夢純／《村裡來了個暴走女外科》財團法人公共電視文化事業基金會、十三月股份有限公司                 |
| 2023 （第58屆） | 王敏淳／《機智校園生活-青春向前衝》                                                                |
| 2023 （第58屆） | 楊誠／《第9節課》                                                                                  |
| 2023 （第58屆） | 戴雅芝／《親愛的亞當》                                                                             |
| 2024 （第59屆） | 謝展榮／《有生之年》                                                                               |
| 2024 （第59屆） | 許莉廷／《此時此刻》                                                                               |
| 2024 （第59屆） | 彭千祐／《不良執念清除師》                                                                         |
| 2024 （第59屆） | 黃路梓茵／《此時此刻》                                                                             |
| 2024 （第59屆） | 楊晴／客家尋味劇場─《女孩上場2》                                                                   |
| 2025 （第60屆） | |
|                 | |
|                 | |
|                 | |
|                 | |

## 統計列表
| 統計               | 名字   | 數據 | 備註                           |
| ------------------ | ------ | ---- | ------------------------------ |
| 得獎時最年長的演員 | 李夢純 | 36歲 | 第58屆《村裡來了個暴走女外科》 |
| 得獎時最年輕的演員 | 李奕樵 | 12歲 | 第56屆《天橋上的魔術師》       |

## 外部連結
- 廣播電視金鐘獎官方網站 （页面存档备份，存于）
- 歷屆電視金鐘獎得獎入圍名單 （页面存档备份，存于），文化部影視及流行音樂產業局